# 後任
| ウィキペディアには「後任」という見出しの百科事典記事はありません（タイトルに「後任」を含むページの一覧/「後任」で始まるページの一覧）。 代わりにウィクショナリーのページ「後任」が役に立つかもしれません。 |